# Myrtle-Wyckoff Avenues
Myrtle-Wyckoff Avenues is een station van de metro van New York aan de Canarsie Line en de Myrtle Avenue Line in Brooklyn. De Canarsie Line heeft een volledig ondergronds station, de Myrtle Avenue Line is een verhoogde spoorlijn en heeft een station boven straatniveau.